# Sargentini-jelentés
A Sargentini-jelentés az Európai Parlament által 2018-ban Magyarországnak címzett, indoklással ellátott felszólítás az Európai Unió (EU) alapszerződésének és alapértékeinek betartására.
Az Amszterdami szerződéssel (1998) vált először lehetővé, hogy az EU közjogi – nem csak politikai – értelemben is szankciókat alkalmazhasson valamelyik tagállamával szemben, ha az megsérti az Unió legalapvetőbb értékeit. A szankciókat és az eljárási rendet az Európai Unióról szóló szerződés 7. cikke tartalmazza.
A 2004-ben elkezdődött, többlépcsős bővítési folyamattal jelentősen bővült a tagállamok köre (15-ről 28-ra). Az új tagállamok legnagyobb része pedig már Európa egy másik történeti-kulturális jellemzőkkel rendelkező régiójából, a szocialista múlttal terhelt Kelet-Közép-Európából érkezett.
A 2010-es magyarországi országgyűlési választások után Magyarországon bekövetkezett politikai fordulat során felmerült, hogy az Európai Unió alkalmazza ezeket az eszközöket. Már a 2012-től hatályos alkotmánymódosítás 2011. áprilisi elfogadása után terítékre került a szabadságjogok magyarországi helyzete.

## A 7. cikk alkalmazása
A 7. cikk az EU legerősebb szankciója, ezért az alapszerződés gondosan szétválasztja az eljárásbeli szerepköröket:
- javaslattevő: a tagállamok egyharmada vagy az Európai Bizottság
- jóváhagyó: Európai Parlament (EP). Szavazás az összes képviselő felével ÉS a jelenlevők ⅔-ával.
- döntő és végrehajtó: Európai Tanács (az állam- vagy kormányfők tanácsa). Egyhangú szavazás, amiben az érintett tagállam nem vehet részt.

Látható, hogy az egymás utáni lépések egyre nehezebb feltételeket támasztanak azzal a nem titkolt szándékkal, hogy az eljárást nem kell végigvinni: közben megegyezés születik.
Bár a 7-es cikk megindítása korábban is felmerült, az első kezdeményezést egy magyar kapcsolatok nélküli civil szervezet tette meg: az eljárás megindítására aláírásgyűjtést kezdeményezett, melyet az Európai Bizottságnak szándékozott benyújtani. A kezdeményezés végül kudarcba fulladt.
Az eljárás végül képviselői indítványra indult meg. A kezdeményezők között szociáldemokrata, liberális, zöldpárti és radikális baloldali képviselőcsoport tagjai is voltak. Az indítványnak három fő oka volt:
- a „lex CEU”
- a külföldről finanszírozott civil szervezetek megbélyegzése
- a kormány „Állítsuk meg Brüsszelt!” című kampánya.

A plenáris üléstől az Állampolgári Jogi, Bel- és Igazságügyi Bizottság (a továbbiakban: LIBE Bizottság), személy szerint Judith Sargentini kapta a megbízást, és készítette el a jelentést, mely igen sok konkrét kifogásolt ügyet sorol fel.

## Kötelezettségszegési eljárás
Az EU-jogszabályok tagállam általi megszegését az Unió kötelezettségszegési eljárásban vizsgálja ki. A 7. cikk szerinti eljárás az alapszerződésbeli alapvető demokratikus normák megszegése miatt indított, más döntési szabályokkal lefolytatott kötelezettségszegési eljárás.
A kötelezettségszegési eljárás első lépése az egyeztetés hivatalos elindítására szolgáló felszólító levél a probléma pontos körülírásával. Ha ez eredménytelen, a következő lépés az indoklással ellátott felszólítás. Ha ez is eredménytelen, – a 7. cikk alapján indított eljárás kivételével – az Európai Unió Bírósága dönt.
Egyes ügyeket ki lehet vizsgálni ügyenként, külön-külön kötelezettségi eljárásban. A 7. cikk szerinti eljárás megindítását az ügyek sokasága indokolja, vagy ha az ügy az EU alapszerződését érinti. Ez esetben mindkét indok fennáll.

## Döntés a parlamenti eljárás megindításáról
A LIBE Bizottság a felszólításnak megfelelő (első) jelentést dolgozta ki. Bár a szakbizottságok a legritkább esetben hallgatják meg egy-egy kormány képviselőjét, a bizottsági vitában meghallgatták Szijjártó Péter magyar külügyminisztert, aki az egész jelentéstervezetet „minősített hazugságok gyűjteményének” nevezte, a parlamenti folyamatot pedig „koncepciós eljárásnak.” Ez a stílus felháborodást váltott ki a bizottságban, és a kialakult szóváltás vége az lett, hogy az ülést elnöklő brit szocialista Claude Moraes(en) felszólította Szijjártót, hogy tartsa tiszteletben az EP méltóságát. Az EP-ben ez a legkeményebb rendreutasítás.
A magyar kormány 59 oldalas levélben válaszolt a LIBE-jelentésre, melyet Ujhelyi István szocialista EP-képviselő hozott nyilvánosságra. A választ két kutató pontról pontra elemezte.
A jelentésről 2017. május 17-én az Európai Parlament határozatot hozott. Ebben
- megállapítja, hogy súlyosan romlott a jogállamiság, a demokrácia és az alapvető jogok helyzete Magyarországon[3]
- felszólítja a magyar kormányt, hogy helyezze hatályon kívül a menedékkérőkkel és a civil szervezetekkel kapcsolatos szabályokat szigorító törvényeket
- állapodjék meg az amerikai hatóságokkal a CEU ügyében, hogy az egyetem továbbra is szabadon működhessék Budapesten
- felszólítják az Európai Bizottságot, hogy szigorúan ellenőrizze az uniós források magyar kormány általi felhasználását.

Az indítványt név nélküli szavazáson a parlament 751 képviselője közül 393 támogatta 221 ellenében, 64 tartózkodás mellett (64% a tartózkodók nélkül).
Az EP egyúttal utasította a LIBE Bizottságot, hogy készítsen jelentést Magyarországról, hogy az EP szavazhasson az uniós szerződés hetedik cikke első lépésének megindítására vonatkozó indoklással ellátott javaslatról. Ez tehát a kötelezettségszegési eljárás második lépése.
A LIBE jelentése várhatóan 2021 decemberében fog csak a parlament elé kerülni. A Covid19-pandémia miatt delegációjuk 2021 őszén tudott Budapesten járni, melynek során megbeszélést folytattak az igazságügy- és belügyminiszterrel, Budapest főpolgármesterével, ellenzéki képviselőkkel, valamint találkoztak civil szervezetek tagjaival, újságírókkal, az alapvető jogok biztosával, a tudományos élet képviselőivel, az oktatási rendszerben dolgozókkal és számos kulturális intézmény képviselőjével. A delegációt a francia Gwendoline Delbos-Corfield vezette (Zöldek/Európai Szabad Szövetség frakció) és további 6 frakció delegáltja vett benne részt, közöttük Donáth Anna Júlia is (Renew). Delbos-Corfield úgy látja, hogy a jogállamiságot illetően Magyarországon az elmúlt években tovább romlott a helyzet, de ezzel nem minden képviselő értett egyet, van aki szerint a többiek arra használják a küldetésüket, hogy „lejárassák és támadják Orbán legitim kormányát”. Végül a Delbos-Corfield-jelentést csak 2022-ben tárgyalták, azt az Európai Parlament 2022. szeptember 15-én 433:123:28 arányban (74:21:5%) elfogadta.

## A Sargentini-jelentés

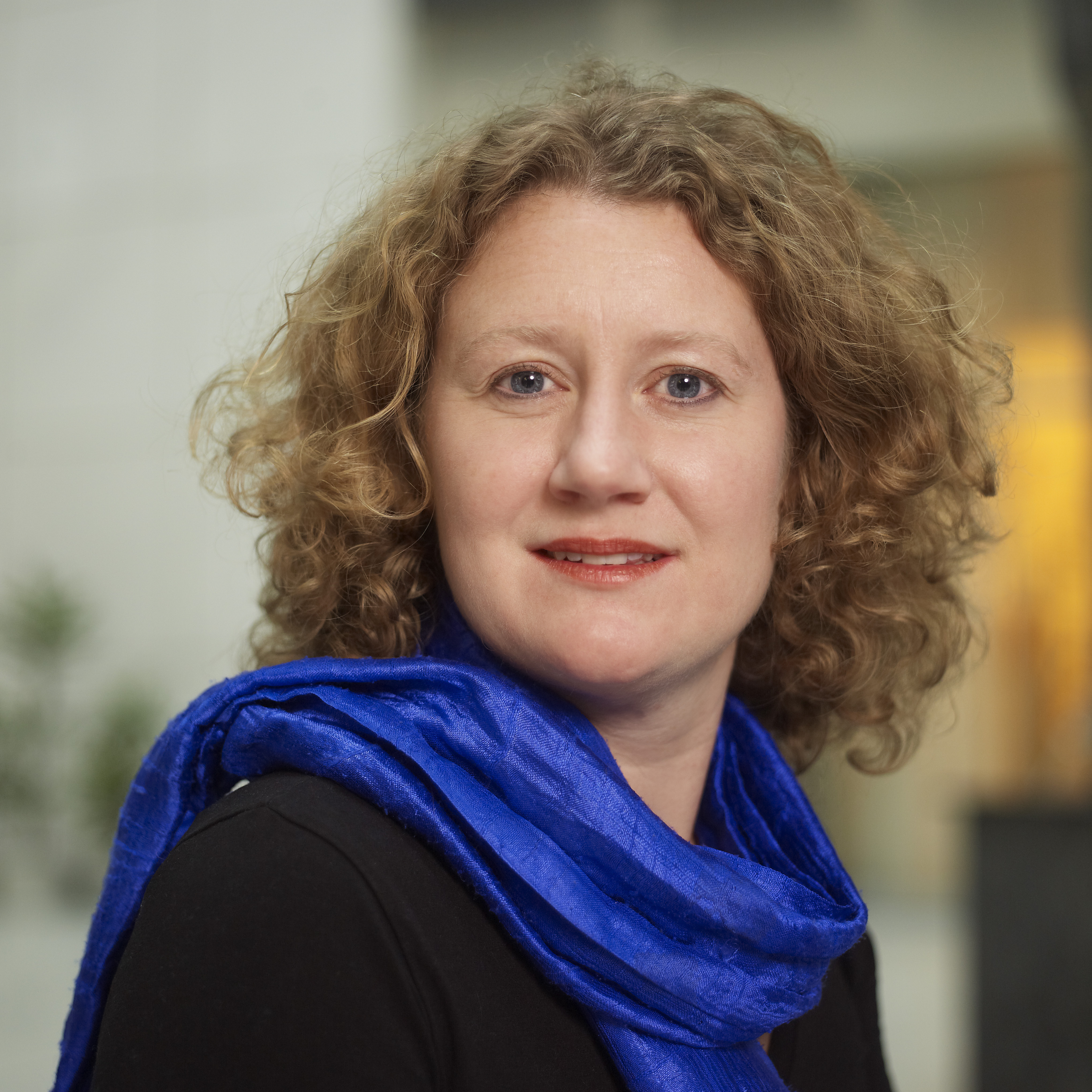
Judith Sargentini, a jelentés benyújtója

A (második) Sargentini-jelentés az indoklást is tartalmazó felszólítás. Teljes szövege a források között megtalálható magyarul. Pontjai:
1. az alkotmányos és a választási rendszer működése;
2. az igazságszolgáltatás és más intézmények függetlensége, valamint a bírák jogai;
3. a korrupció és az összeférhetetlenség;
4. a magánélet védelme és az adatvédelem;
5. a véleménynyilvánítás szabadsága;
6. a tudományos élet szabadsága;
7. a vallásszabadság;
8. az egyesülési szabadság;
9. az egyenlő bánásmódhoz való jog;
10. a kisebbségekhez tartozó személyek – köztük a romák és a zsidók – jogai, valamint a kisebbségekkel szembeni gyűlölködő kijelentésekkel szembeni védelem;
11. a migránsok, menedékkérők és menekültek alapvető jogai;
12. a gazdasági és szociális jogok.

2018. június 25-én 15 órakor a LIBE Bizottság 37 igen és 19 nem ellenében, tartózkodás nélkül elfogadta a jelentést.

### Kisebbségi vélemény a jelentésről
Az eljárási szabályzat 52a. cikkének (4) bekezdése alapján a LIBE bizottság részéről Marek Jurek, Beata Gosiewska, Mylène Troszczynski, Auke Zijlstra, Barbara Kappel benyújtott kisebbségi véleménye szerint „a Szerződés 7. cikkének Magyarországgal szembeni alkalmazására irányuló javaslat közvetlenül az Európai Unió megosztására és válságának elmélyítésére irányul. A politikai különbségeket párbeszéd, és nem szankciók tárgyává kell tenni. Ezen elv megsértése akadályozza országaink együttműködését.”…

### Plenáris vita
A vitában vendégként felszólalt Orbán Viktor miniszterelnök is, aki késve érkezett az ülésre. Sargentini azzal kezdte a beszédét, hogy szeretett volna kezet fogni Orbánnal, de ő nincs itt. Az ülés után aztán kezet fogtak.
A vita során elhangzott, hogy a jelentésben komoly hibák vannak, és hogy Sargentini nem vette fel a kapcsolatot a magyar kormánnyal. Erre ő így reagált: „Próbáltam, és ezt ők is tudják.” És hogy komoly, kétségbe nem vonható forrásokat használt fel. A jelentés a mellékletben hivatkozik is a Külügyminisztériumra, a Miniszterelnökség parlamenti államtitkárára és Magyarország EU melletti állandó képviseletére, akiktől észrevételeket kapott. Nem tudni, megfogadta-e őket.
Bár a kormány igyekezett a 12 pontot a migrációra leszűkíteni, és Soros György nyomásgyakorlásának tulajdonítani, a fentiekből látszik, hogy a migráció csak kis része volt a jelentésnek. Orbán Viktor is csak a migrációval foglalkozott a felszólalásában. Sargentini úgy nyilatkozott az egyik újságnak, hogy „a fő probléma a magyar kormánnyal nem az, ahogy a migránsokat kezeli, hanem az, ahogyan a saját állampolgáraival bánik.” Ugyanígy nyilatkozott Manfred Weber, a Néppárt frakcióvezetője is.
Gál Kinga fideszes képviselő szerint a magyar néppárti képviselők 130 módosítót nyújtottak be, hogy rámutassanak, nem áll fenn az uniós alapértékek megsértésének veszélye az országban. Egyéni módosító indítvány azonban az EP-ben csak megfelelő számú támogató aláírással kerülhet a plenáris ülés elé, a támogatók viszont csak egy-egy mondatot akartak belevenni a kompromisszumos módosítókba, ebbe pedig a Fidesz képviselői nem egyeztek bele. Így a Fidesz-módosítók java része nem került a plenáris ülés elé.

### Plenáris szavazás
Az Európai Parlament képviselői szeptember 12-én 448 igen, 197 nem és 48 tartózkodás mellett a jelentést elfogadták. A magyar kormány az Európai Unió Bíróságához fordult a szavazás eredménytelenségének megállapításáért, mivel az elfogadáshoz szükséges kétharmados többség csak úgy születhetett meg, hogy a tartózkodó szavazatokat nem számolták be.
A tartózkodott szavazatokat az EU-ban csak az összes képviselő többségét igénylő szavazatoknál számolják. Az előzetesen tisztázott szavazási mód szerint az elfogadáshoz a jelen lévők kétharmadának és az összes képviselő legalább felének (376) kellett igennel szavaznia. Ezzel a bíróság is egyetértett, és 2021. június 3-án úgy döntött, hogy a parlament jogosan hagyta figyelmen kívül a tartózkodásokat a szavazáskor.
A Néppárton belül – melynek akkor a Fidesz még tagja volt – komoly vitákat váltott ki a jelentés, és az utolsó pillanatig nem lehetett tudni, hogyan fognak szavazni a frakció tagjai. Manfred Weber, a Néppárt frakcióvezetője szerint Orbán Viktor kompromisszumképtelensége miatt szavazta meg a Néppárt a jelentést.

### Vita a magyar parlamentben
A magyar parlament határozatban utasította el a Sargentini-jelentést. Az egyetlen módosító indítványt elutasították.
Az általános vitát 2018. október 3-án folytatták le, az október 16-i végszavazáson 65%-os többséggel fogadták el a határozatot. Vagyis nem volt meg a ⅔-os szavazati arány még a jelenlevők között sem. (Az elfogadáshoz ez nem is volt szükséges.)

## Hatásai Magyarországon
A jelentés elfogadása utáni közvéleménykutatások azt mutatják, a Fidesz rosszul kalkulált a következményeket illetően:
- az EU mellé állította a magyarokat, mert nincs más, aki megvédje őket a Fidesztől. Ezt még a Fidesz szavazóinak többsége is így gondolja.[30]
- a migráns- és Soros-ellenes kampány kezd kifulladni
- a kormány elkezdte a választások után szokásos megszorító intézkedéseket (köztisztviselők; a lakástakarék még nincs is a felmérésben), hogy az önkormányzati választásra elmúljék a negatív hatás egy része.
- aktivizálódott az ellenzék (pl. CEU-tüntetések)
- egy közvéleménykutatás szerint még a Fidesz-szavazók túlnyomó többsége is úgy gondolja, hogy ha Magyarország normát sértett, akkor a magyar EP-képviselőknek meg kellett (volna) szavazniuk a Sargentini-jelentést.[31]

Ezek ellensúlyozására az adófizetők pénzéből a magyar kormány majdnem 6 milliárd forintot költ egy Sargentini-ellenes reklámkampányra.
A Századvég Gazdaságkutató szerint a magyarok többsége elutasítja a Sargentini-jelentést.

## Helsinki határozat
A Sargentini-jelentés megosztotta a Néppártot, mely 2018. november 7–8-án tartotta kongresszusát. A legfontosabb döntés az volt, kit ajánljanak az Európai Bizottság következő elnökének. Két jelölt volt, a német Manfred Weber és a finn Alexander Stubb.
Stubb „vásott kölyöknek” nevezte Orbánt és a Fideszt, és azzal kampányolt, hogy a Fideszt ki kell zárni a Néppártból.
Weber, a Néppárt elnöke – aki maga is megszavazta a Sargentini-jelentést –, készített egy nyilatkozatot a liberális demokrácia védelméről és a jogállamiságról – egy csomó olyan értékről, amelyek megsértését a Fidesz fejére szoktak olvasni, és amelyekkel szemben Orbán Viktor rendszeresen felszólal. A Néppárt vezetői úgy gondolták, hogy ha a Fideszesek megszavazzák a határozatot, akkor erre hivatkozva el lehet ásni a csatabárdot, és eltolni a belső vitákat az EP-választás utánra. Stubb utóbb maga is jó ötletnek tartotta, és aláírta a nyilatkozatot azzal, hogy „ez egy jó irány, és… most azt kell figyelni, hogy Orbán betartja-e a határozatban felsorolt értékeket”.
A terv bevált. A Fidesz egyetlen módosítással elfogadta a nyilatkozatot, melyet a sajtó gyakran jobboldali Sargentini-jelentésnek nevez. A kért módosítás az volt, hogy az egyik liberális demokrácia jelzős szerkezetből hagyják el a liberális szót. A dokumentum egy másik helyén megmaradt az eredeti kifejezés.
A Fidesz itthon óriási sikerként kommunikálta a változtatást. Az ellenzék szerint ez vereség volt: elfogadtatták a Fidesszel a Néppárt hagyományos értékeit; a határozat értékként hivatkozik a liberális demokráciára és egyértelművé teszi, hogy a populizmus és nacionalizmus összeegyeztethetetlen a jogállamisággal, illetve a demokráciával, továbbá a néppárt nyilatkozata homlokegyenest ellentmond Orbán hazai közönségének előadott szövegeivel.

## A 7. cikk szerinti eljárás
Az eljárás 2018. október 18-án indult meg az Általános ügyek Tanácsában (GAC), a Tanács egyik testületében. Az első ülésen még csak az ügyrendet tisztázták. A november 14-i másodikon már hozzávettek egy új ügyet a jelentéshez: a közigazgatási bíróságokét. Több kormány is kifogásolta, hogy a jelentés készítőjét, Judith Sargentinit személyében támadják a magyar kormányzat részéről. A magyar kormány benyújtotta hivatalos válaszát a Sargentini-jelentésre.
Az eljárás december 11-én Gulyás Gergely meghallgatásával fog folytatódni.
2021. június 3-án hozták nyilvánosságra az Európai Bíróság ítéletét, amelyben elutasította Magyarország keresetét, amelyet az Európai Unió alapértékei e tagállam általi súlyos megsértése egyértelmű veszélyének megállapítására irányuló eljárást megindító parlamenti állásfoglalással szemben terjesztett elő. A sajtóközlemény alcímként szögezte le, hogy a Parlament jogosan hagyta figyelmen kívül a tartózkodásokat az ezen állásfoglalás elfogadásakor leadott szavazatok számlálása során.